# Zheng Wei
Zheng Wei (鄭薇S, Zhèng WēiP; 5 settembre 1963) è un'ex cestista e allenatrice di pallacanestro cinese.

## Carriera

### Giocatrice
Con la Cina ha disputato due edizioni dei Campionati mondiali (1990, 1994).

### Allenatrice
Ha guidato la Cina ai Campionati mondiali del 2022.